# Trzebień (Grande-Pologne)
Pour les articles homonymes, voir Trzebień.
Trzebień est une localité polonaise de la gmina de Łęka Opatowska, située dans le powiat de Kępno en voïvodie de Grande-Pologne.